# 盧比倫·艾咪
盧比倫·艾咪（1981年10月3日—Rubilen Amit）是菲律賓花式撞球職業選手。2009年及2013年皆奪得女子十號球世界冠軍頭銜。

## 比賽成績
- 2006年，第十五屆亞洲運動會菲律賓撞球代表隊。
- 2007年，安麗盃世界女子花式撞球錦標賽亞軍。
- 2008年，安麗盃世界女子花式撞球錦標賽第9名。
- 2009年，世界女子10號球錦標賽冠軍。
- 2010年，安麗盃世界女子花式撞球錦標賽16強未晉級。
- 2013年，世界女子10號球錦標賽冠軍。
- 2014年，安麗益之源盃世界女子花式撞球公開賽季軍。
- 2014年，世界9球中國公開賽第5名。
- 2014年，WPA年度世界排名第七。
- 2015年，[[安麗益之源盃世界女子花式撞球公開賽亞軍。
- 2014年，WPA年度世界排名第十。
- 2015年，WPA年度世界排名第十一。
- 2016年，安麗盃第十七名。
- 2016年，世界9球中國公開賽第九名。
- 2019年，世界9球中國公開賽亞軍[1]。